# 明里·格來

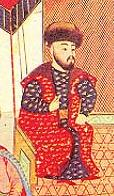
明里·格來

明里·格來（1445年—1515年），克里米亚汗，克里米亞汗國奠基人哈吉·格来第六子。
哈吉·格來死後將汗位傳給次子努儿道剌特。1466年，明里·格來奪得汗位，但是即位后几个月，便在努兒道剌特及貴族們反對下被廢除，努兒道剌特再次即位。
1468年，明里·格來在熱那亞人的協助下擒下努兒道剌特。1469年，明里·格來復位，但是於1475年再被努兒道剌特及貴族們反對而下台，同年被土耳其人俘虏，三年后作为蘇丹臣下回国即位。他对克里米亚汗国发展有很大贡献，1502年，明里·格來與伊凡三世聯盟來對付大帳汗國的大汗賽克赫阿。明里·格來攻占並摧毀薩萊。他宣称克里米亞汗國继承了金帳汗國。
他的骨殖埋在首都巴赫切萨拉伊。

## 家庭
他是马赫默德·格来和沙希布·格來的父親，根據一種理論，他是蘇萊曼大帝的外祖父。